# Fosfolipid

Obecný vzorec fosfolipidu. Vlevo dva nepolární hydrofobní ocasy a vpravo polární hydrofilní hlava.

Fosfolipidy patří mezi složené lipidy obsahující fosfor. Jsou hlavní součástí všech buněčných membrán spolu s glykolipidy, cholesteroly a bílkovinami.
Fosfolipidy jsou polárními lipidy, neboť jejich molekula má polární hydrofilní hlavu (fosfátovou skupinu) a dva nepolární hydrofobní ocasy (mastné kyseliny spojené se zbytkem alkoholu, obvykle molekulou glycerolu). Fosfátová skupina může být modifikována jednoduchými organickými molekulami, jako je cholin, ethanolamin nebo serin.

Schéma buněčné membrány se dvěma vrstvami fosfolipidů

Fosfolipidy jsou klíčovou složkou všech buněčných membrán. Pro svůj hydrofilní a zároveň hydrofobní charakter mohou tvořit lipidové dvojvrstvy. U eukaryot obsahují buněčné membrány také další třídu lipidů - steroly, které jsou rozptýlené mezi fosfolipidy. Fosfolipidy mořských živočichů obsahují omega-3 nenasycené mastné kyseliny (kyselina eikosapentaenová - EPA a kyselina dokosahexaenová DHA).

## Historie a využití

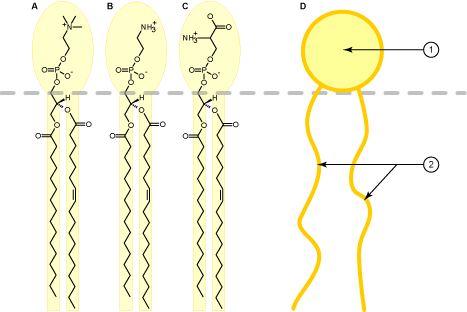
Příklady fosfolipidů: A - fosfatidylcholin, B - fosfatidylethanolamin, C - fosfatidylserin, D - hydrofilní hlava (1) a hydrofobní ocas (2)

Již v roce 1847 byl objeven první fosfolipid v biologických tkáních. Byl to lecitin (přesnější název fosfatidylcholin) ve vaječném žloutku kuřat. Objevitelem byl francouzský chemik a lékárník Theodor Nicolas Gobley.
V současnosti jsou fosfolipidy vyráběny průmyslově a našly uplatnění v nanotechnologiích a vědách o materiálech. Kombinace jejich vlastností totiž zajišťuje mechanickou pevnost proti prasknutí.
Běžnými zdroji průmyslově vyráběných fosfolipidů jsou sója, řepka, slunečnice, slepičí vejce, hovězí mléko nebo jikry. Každý zdroj má jedinečný profil jednotlivých druhů fosfolipidů, a proto se používá pro různé aplikace v potravinách, léčivech a kosmetice.

## Podskupiny
Fosfolipidy jsou rozděleny do dvou základních skupin podle jejich chemické struktury:
- Fosfoglyceridy (také nazývané glycerofolsfolipidy) s obsahem fosforu a s alkoholem glycerolem jako základní páteří molekuly. Plazmalogeny se liší od fosfoglyceridů pouze v tom, že místo mastné kyseliny nesou na atomu C1 glycerolu nenasycený alkohol (například –O–CH=CH–(CH2)n–CH3). Tvoří 50% fosfolipidů v srdci a 10% v centrálním nervovém systému.
- Sfingomyeliny (patří mezi sfingolipidy) s obsahem fosforu a s alkoholem sfingosinem jako základní páteří molekuly.

## Funkce

Různé struktury fosfolipidů ve vodných roztocích: lipozom, micela a dvojitá lipidová vrstva (hlavní složka biomembrány)

Ve vodě a vodných roztocích se fosfolipidy staví proti sobě tak, že hydrofobní ocasní části jsou namířeny k sobě. Tak vytvoří dvouvrstvou membránu, na jejímž povrchu je hydrofilní část tvořená hlavou a uvnitř je hydrofobní část vytvořená ocasem. Taková membrána je důležitá pro mnoho buněčných struktur (lipozomy, micely nebo biomembrány)
Biomembrány jsou selektivně propustné a elastické. Umožňují spontánní průnik malých částic (například lipozomů). Větší částice musejí být membránou přepravovány pomocí transmembránového proteinu. Dovolují tak průnik všem potřebným látkám, ale zabraňují průniku některým nežádoucím látkám. 

## Metabolismus
Rozklad fosfolipidů umožňují zejména specializované enzymy – fosfolipázy. Jsou rozděleny mimo jiné podle umístění jejich útoku na fosfolipid. Fosfolipázy patří do enzymové skupiny hydroláz. 